# Croix de cimetière de Saint-Gilles (Ille-et-Vilaine)
La croix de cimetière de Saint-Gilles est un calvaire situé devant la façade sud de l’église Saint-Gilles de la commune de Saint-Gilles, dans le département français d'Ille-et-Vilaine, région Bretagne.

## Historique
La croix date du XIIIe siècle et fait l’objet d’un classement au titre des monuments historiques depuis le 10 mars 1907.

## Architecture

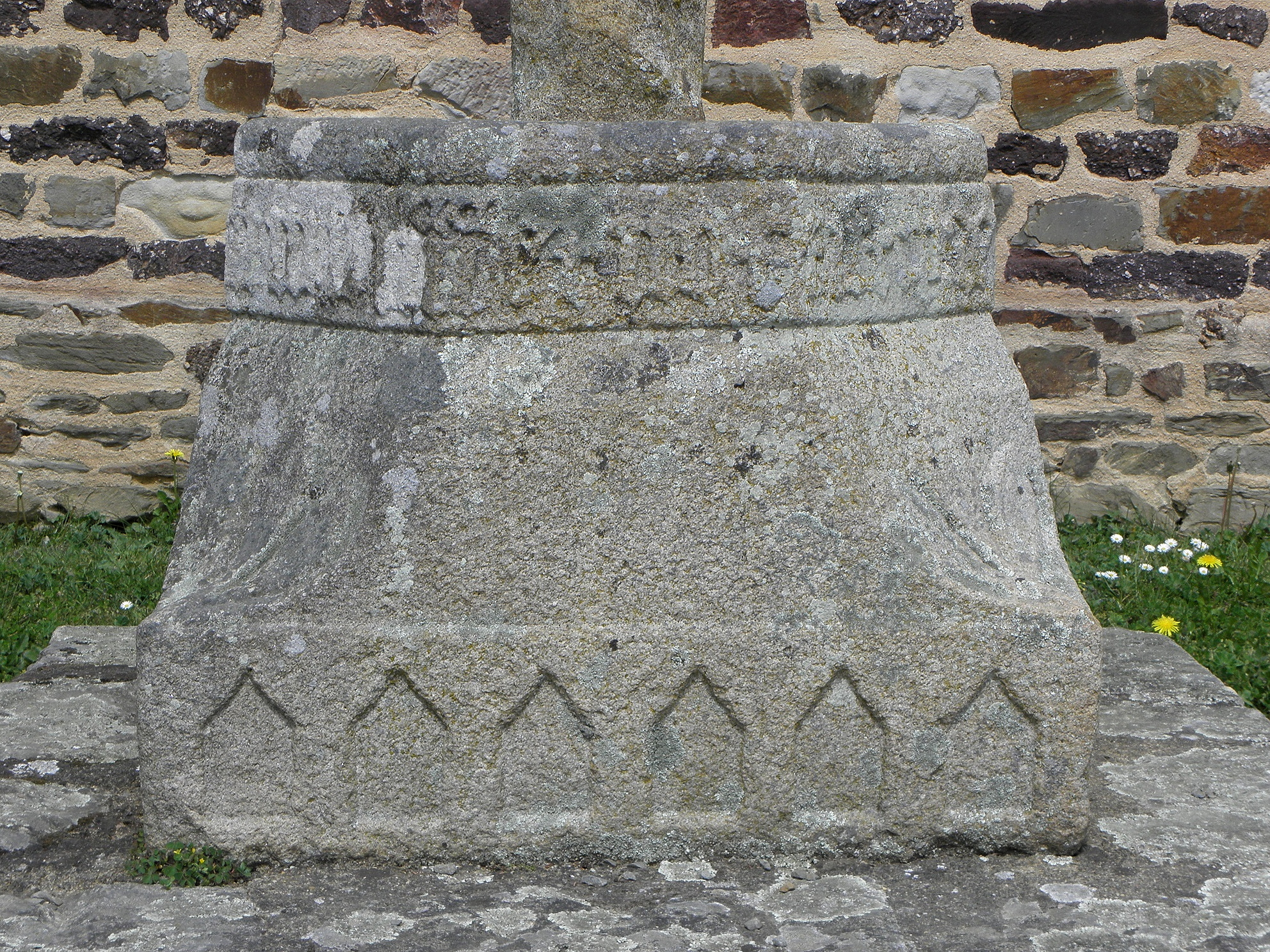
Socle

La croix est en granit et surmonte un socle sculpté portant une inscription en lettres gothiques : « En l'an 1409, fit P. Delauney faire cette croix à Alain Pitaut ».